# Como un fantasma (EP)
Como un fantasma es el primer extended play (EP) de la cantante mallorquina Chenoa. Distribuido por el sello Universal Music y en formato digital mediante iTunes, quien consiguió n.º 1 en su primer sencillo en iTunes, nominación en los Billboard y premios juventud donde se alzó como ganadora, más un millón de visitas del videoclip promocional en YouTube tras su lanzamiento.

## Lista de canciones
- Edición estándar:

| Edición hispana |                                 |          |  |
| N.º             | Título                          | Duración |  |
| 1.              | «Como un fantasma»              | 3:52     |  |
| 2.              | «A una carta»                   | 4:09     |  |
| 3.              | «Me provoca»                    | 3:22     |  |
| 4.              | «Simplemente tú»                | 4:07     |  |
| 5.              | «Fantasma» (versión en catalán) | 3:54     |  |
| 6.              | «Como un fantasma Vídeoclip»    | 3:55     |  |

1. ↑  http://itunes.apple.com/es/album/como-un-fantasma-ep/id479915399

- Datos: Q5779594